# What If (Dina Garipova)
What If è un singolo della cantante russa Dina Garipova.

## Descrizione
La canzone è stata scritta da Gabriel Alares, Joakim Björnberg e Leonid Gutkin.
Con questo brano, la cantante ha partecipato in rappresentanza della Russia all'Eurovision Song Contest 2013 tenutosi a Malmö.

## Tracce
1. What If – 3:04
2. What If (Karaoke version) – 3:05